# 안동 산수정
안동 산수정(安東 山水亭)은 경상북도 안동시 풍산읍 마애리에 있는 조선시대의 정자이다. 2000년 9월 4일 경상북도의 민속문화재 제122호로 지정되었다.

## 개요
호봉 이돈(1568∼1624) 선생이 관직을 떠나 고향에 돌아와 학문연구와 후배양성에 전념하기 위해 지은 정자이다.
언제 세웠는지 정확히는 알 수 없으나, 광해군 2년(1610)경이라고 전해지며, 건물 내부의 기록을 통해 동야 김양근(1734∼1799)이 황폐화된 것을 고쳐지었음을 알 수 있다.
앞면 3칸·옆면 2칸의 규모로 지붕 옆면이 여덟 팔(八)자 모양인 팔작지붕집이다. 대청을 사이에 두고 온돌방을 만들었으며, 양끝과 앞쪽에 난간을 설치한 툇마루를 두었다.
건물에서 특별한 건축구조적 특징을 찾아볼 수 없으나, 조선시대의 정자건축을 잘 나타내고 있어 가치가 크다.

## 참고 자료
- 산수정 - 국가유산청 국가유산포털